# Szafarnia-Pólka
Szafarnia-Pólka – osada w Polsce, w województwie kujawsko-pomorskim, w powiecie golubsko-dobrzyńskim, w gminie Radomin.
Do 2023 miejscowość była kolonią wsi Szafarnia.
W latach 1975–1998 miejscowość administracyjnie należała do województwa toruńskiego.